# Anna Karenina (miniserial)
Anna Karenina – czteroodcinkowy serial brytyjski z 2000 roku, dramat w reżyserii Davida Blaira. Scenariusz na podstawie powieści Lwa Tołstoja pod tym samym tytułem napisał Allan Cubitt. Autorem zdjęć filmowych jest Ryszard Lenczewski. Serial ten realizowano w Polsce od października 1999 r. do lutego roku 2000.

## Odtwórcy głównych ról
- Helen McCrory jako Anna Karenina
- Kevin McKidd jako Wroński
- Douglas Henshall jako Konstanty Lewin
- Mark Strong jako Obłoński, brat Anny
- John Edmondson jako Piotr
- Amanda Root jako Dolly
- Stephen Dillane jako Karenin

## Polacy biorący udział w realizacji serialu

### Aktorzy
- Kazimiera Utrata jako Agata, gospodyni Lewina
- Andrzej Szenajch jako Lokaj w klubie
- Tamara Arciuch jako Księżniczka Sorokina
- Wenanty Nosul jako Michaił, służący Kareniny
- Władysław Barański jako Tytus, chłop w majątku Lewina
- Piotr Nowak jako Prokhor
- Sylwia Nowiczewska-Elis jako Chłopka w majątku Lewina
- Andrzej Szopa jako Lokaj Obłońskich
- Aleksander Skowroński jako Pop w Kursku
- Zuzanna Paluch jako Pokojówka w hotelu
- Waldemar Obłoza jako Lokaj u Betsy
- Dorota Landowska jako Włoska niania córeczki Anny i Wrońskiego
- Zofia Saretok jako Cyganka
- Rafał Walentowicz jako Lokaj Wrońskiego
- Beata Tyszkiewicz jako Dama w salonie Betsy
- Dorota Chotecka jako Lisa
- Magdalena Gnatowska

### Ekipa
- Ryszard Lenczewski - zdjęcia
- Andrzej Bednarski - asystent reżysera
- Andrzej Szenajch - militaria
- Robert Brzeziński - koordynacja kaskaderska

i inni

## Fabuła
Zob. Anna Karenina (powieść)

## Nagrody i nominacje
- 2000 - Nagroda Royal Television Society w kategorii "najlepsze zdjęcia" dla Ryszarda Lenczewskiego
- 2001 - nominacja do nagrody BAFTA (Nagroda Brytyjskiej Akademii Sztuki Filmowej) w kategorii "najlepsze zdjęcia" dla Ryszarda Lenczewskiego